# Nihon Ad Systems
Nihon Ad Systems, Inc. (（株式会社）日本アドシステムズ, Kabushiki-gaisha Nihon Ado Shisutemuzu), ou abreviadamente NAS, é uma companhia japonesa de produção de animes e merchandising de personagens, a empresa é uma subsidiária da agência de publicidade Asatsu-DK. "Nihon" significa Japão, o termo "Ad" é uma abreviação para "Animation Development", que significa desenvolvimento de animação, "Systems" significa sistema, logo seu nome significa "Sistema de desenvolvimento de animação japonesa". Junto com os estúdios de animação Sunrise, Toei Animation e TMS Entertainment, é co-fundador e acionista da rede de televisão japonesa Animax Tem sua sede no distrito de Tsukiji, no bairro de Chuo, na cidade de Tóquio.

## Produções
Algumas de suas produções são:
- Ōgon Bat[4]
- Humanoid Monster Bem[4]
- High School! Kimengumi[5]
- Kiteretsu[5]
- Hime-chan's Ribbon[6]
- Akazukin Chacha[6]
- Captain Tsubasa J[6]
- Wedding Peach[6]
- Nurse Angel Ririka SOS[6]
- Kodocha[7]
- Kochira Katsushika-ku Kameari Kōen-mae Hashutsujo[7]
- Beast Wars II[7]
- Beast Wars Neo[7]
- Medabots[7]
- Yu-Gi-Oh! Duel Monsters[8]
- Medabots Damashii[8]
- The Prince of Tennis[8]
- Full Moon o Sagashite[8]
- Bomberman Jetters[9]
- Shin Megami Tensei: D-Children Light & Dark[9]
- Yu-Gi-Oh! GX[9]
- Fushigiboshi no Futagohime[9]
- Eyeshield 21[9]
- Ginga Densetsu Weed[9]
- Humanoid Monster Bem (nova versão)[9]
- Kotetsu Sangokushi[10]
- Zombie-Loan[10]
- Dragonaut: The Resonance[10]
- Yu-Gi-Oh! 5D's[10]
- Vampire Knight[10]
- Natsume Yuujinchou[10]
- Vampire Knight Guilty[10]
- Zoku Natsume Yuujinchou[10]
- Yu-Gi-Oh! Zexal[11]
- Natsume Yuujinchou Shi[11]
- New Prince of Tennis[11]

## Bloqueio no Youtube
NAS muitas vezes tem bloqueado vídeos de episódios de sua popular produção, o anime "Yu-Gi-Oh!", geralmente devido a reclamação de violação de direitos autorais. O vídeo removido produzirá esta mensagem Este vídeo não está mais disponível devido à reivindicação de direitos autorais por parte de (株) 日本 アド システムズ.

## Ligações Externas
- Site oficial
- No Anime News Network